# 1716 a tudományban
Az 1716. év a tudományban és a technikában.

## Születések
- március 6. – Pehr Kalm botanikus és felfedező (1779).

## Halálozások
- november 14. – Gottfried Leibniz német polihisztor: jogász, történész, matematikus, fizikus és filozófus († 1646)